# Leichtathletik-Weltmeisterschaften 2011/Teilnehmer (Monaco)
| Gelbes Symbol für Goldmedaillen mit stilisierten Olympischen Ringen | Graues Symbol für Silbermedaillen mit stilisierten Olympischen Ringen | Braundes Symbol für Bronzemedaillen mit stilisierten Olympischen Ringen |
| ------------------------------------------------------------------- | --------------------------------------------------------------------- | ----------------------------------------------------------------------- |
| —                                                                   | —                                                                     | —                                                                       |

Der monegassische Leichtathletik-Verband stellte bei den Leichtathletik-Weltmeisterschaften 2011 im koreanischen Daegu einen Teilnehmer.

## Ergebnisse

### Männer

#### Laufdisziplinen
| Athlet     | Disziplin | Vorlauf        | Vorlauf | Halbfinale    | Halbfinale    | Finale        | Finale        |
| Athlet     | Disziplin | Zeit           | Platz   | Zeit          | Platz         | Zeit          | Platz         |
| ---------- | --------- | -------------- | ------- | ------------- | ------------- | ------------- | ------------- |
| Brice Etès | 800 m     | 1:48,22 min SB | 29      | ausgeschieden | ausgeschieden | ausgeschieden | ausgeschieden |